# 放熱への証
『放熱への証』（ほうねつへのあかし）は、日本のシンガーソングライターである尾崎豊の6作目のオリジナル・アルバム。英題は『CONFESSION FOR EXIST』（コンフェッション・フォー・イグジスト）。
1992年5月10日にソニー・ミュージックレコーズからリリースされた。前作『誕生』（1990年）よりおよそ1年半ぶりにリリースされた作品であり、作詞・作曲・プロデュースを全て尾崎自身が担当している。個人事務所「アイソトープ」設立後初であり、また本作のリリース直前の同年4月25日に尾崎は急死したため本作がオリジナル・アルバムの遺作となった。
レコーディングは日本国内で行われ、前作とは異なり日本人ミュージシャンの演奏で構成されている。前作までに共同作業を行った音楽プロデューサーである須藤晃や月刊カドカワ編集長である見城徹と決別し、ほぼ全てのプロデュースワークを尾崎単独で行った他、デザイナーである田島照久がアートワークを担当したものの、最終的に田島とも決別する事となった。音楽性としてはオーソドックスなバンド編成とシンプルなアレンジによって構成されており、原点回帰とも言えるサウンドとなっている。
本作と同時にシングル「汚れた絆」がリリースされている。本作はオリコンアルバムチャートにおいて2週連続で第1位を獲得。累計109.8万枚を売り上げミリオンセラーを達成し、日本レコード協会からミリオン認定を受けている。原点回帰を目指したサウンドに関して批評家たちからは肯定的な意見も挙げられたが、死去後間もなくのリリースであった事もあり一部では正当な評価が困難であるとの意見も挙げられた。

## 背景
1990年に入り音楽事務所マザーエンタープライズと決別し、新たな事務所である「ロード＆スカイ」、新たなレコード会社としてCBS・ソニーへと移籍し、11月に2年2か月ぶりとなるアルバム『誕生』をリリースした尾崎であったが、アルバムリリースの直後に「ロード＆スカイ」を退所する事となる。原因は、周囲の人間が金儲けのために自分に近づいているという猜疑心から来るものであった。代表取締役社長である高橋信彦は、「業界に対して、非常に不信感を持っているなと思いました。だから、僕としては、彼がこの先、ひとり立ちをしてもいいように、音楽業界というもののシステムや、人間とのつながりの大切さなどを身につけていってほしいと思ったんです。疑ってかかるよりも、まず、知ることを」と述べている。しかし、尾崎はマスコミ不信を顕にし、雑誌の取材などでも突然怒り出すことや、難解な言葉を多用してインタビューが成立しない事などが多々あったため、高橋は全てのインタビューを音楽プロデューサーである須藤晃が行うように要請する事となった。ある日『週刊プレイボーイ』の取材当日に尾崎が現れず、確認したところ手に怪我をし、病院に向かったためであると判明した。尾崎は手を9針縫っており、手には包帯が巻かれていた。取材を終えた尾崎は、その足で「ロード＆スカイ」に赴き、事務所を退所する意向を伝えると共に、高橋と一緒に事務所を作りたいという要請をする。しかし、高橋は取材などの仕事でしか尾崎と接触していなかったため、疑心暗鬼の対象となっておらず、状況が変われば自分にも疑いの目が向けられると悟り、その要請を断った。
1990年末、「ロード＆スカイ」を離脱した尾崎は、自らが社長となり音楽事務所「アイソトープ」を設立。経営には家族が参加する事となった。また同事務所の設立には『月刊カドカワ』編集長であった見城徹も深く関与しており、雑誌の編集長としての範疇を超えて協力していたため編集部に発覚すれば立場を追われるほどの協力体制となっていた。「代表取締役 尾崎豊」という名刺を作成し、ヴェルサーチのスーツを着用してトラサルディのセカンドバッグを持ち、コンサートツアーのブッキングやバンドメンバーの招集を自ら行う事となった。また尾崎は事務所スタッフが郵便局に封書を出しに行く際もアルバイトに同行し、不審に思った見城が「そんなのアルバイトに任せておけばいいじゃない」と問うと、尾崎は真顔で「郵便切手代を誤魔化すかもしれない」と述べ事務所スタッフに対する不信感を顕わにしていたという。また尾崎は家庭も崩壊寸前となっており、1991年1月には妻である尾崎繁美に離婚を切り出し、当時居住していたマンションから荷物を運び出し別居を開始、同時期には女優の斉藤由貴との不倫も発覚した。その後、「ロード＆スカイ」在籍時に仮決定していた「BIRTH」ツアーが事務所を辞めた事で白紙に戻されたため、再度イベンターへと掛け合うものの、度重なる中止やキャンセルによって信頼されておらず、また経営に不慣れなミュージシャンが取り仕切っている事もあり、理解を得るまでに時間を要する事となった。結果として1991年5月20日の横浜アリーナ公演を皮切りに、コンサートツアー「TOUR 1991 BIRTH」が34都市全48公演行われる事となった。公演の中止やキャンセルの許されない状況で、尾崎は必ずツアー先のホテルではスポーツクラブとサウナがある所を選定し、体力作りを行っていた。その甲斐もあってか、ツアーは1本も中止される事なく大成功に終わった。しかし、ステージを降りると、スタッフの些細な言動に腹を立てる事も多くなっており、ツアーが終る頃には事務所のスタッフが総入れ替えとなっていた。
またこのツアーにおいて尾崎は見城に全日程同行するよう要請、見城は5日目の大阪厚生年金会館公演後に仕事の都合で東京に戻った所、尾崎から電話で連絡があり「どうして帰ったんだ」と問い詰められる事となった。尾崎は見城に対し「俺は見城さんの愛情が俺ひとりに向くまで、もう一回俺に向くまで、『黄昏ゆく街で』の連載を書かない」、「最終回を人質にとります」と述べ電話を切り、結果として小説『黄昏ゆく街で』は未完のまま終了する事となった。それ以外にも尾崎から角川書店を退所するよう要請されるなど様々な要求によって悩まされていた見城は、ついに耐え切れなくなり「お前とは二度と付き合わない」と尾崎に告げ決別する事となった。また1991年10月には、尾崎は不倫相手であった斉藤と別れ、再び繁美夫人と同居する事となった。ツアー終了後、辞めたスタッフの代わりに全ての事務を引き継いでいた母親が、疲労から来る心筋梗塞で死去（享年61）。その後の尾崎は真面目に事務所に出勤するようになり、周囲の人間に対して気を遣うようになるなど人間性に変化が表れたが、一方でストレス発散のための飲酒は止められずまた肝臓の衰弱から嘔吐が続き、妻から病院へ行くよう要請されたが病院嫌いのため病院には行かなかった。翌1992年、本作が完成したばかりの4月25日に、東京都足立区千住河原町の民家の庭で泥酔状態で発見され、妻と兄と共に自宅マンションに帰宅するも、突如危篤状態となり、救急車で日本医科大学の緊急病棟に収容される。蘇生措置がされるが午後0時6分死亡が確認された（享年26）。4月30日には東京都文京区の護国寺で追悼式が行われ、3万7500人ものファンが詰め掛ける事となった。関係者の間では当初7000人から多くても1万3000人程度のファンが来るという予想を立てていたが、当日には予想を遥かに上回る3万5000人以上のファンが詰めかけ、護国寺へと向かう行列は北方向はサンシャインシティを越える約2.5キロ、南方向は江戸川橋を越える約1キロとなり、合計約3.5キロにおよぶ状態となった。また、追悼式に参加できず路上に滞在していた者を含めるとおよそ4万人以上のファンが詰めかけていた。

## 録音、制作
尾崎はディレクターとして前作に参加していた須藤晃との本作制作前の対談の中で、「ステージにしてもレコーディングにしても、僕は闘う兵士という感じでのぞんでいる」、「いつどんな時でも僕は独りぼっちだ」と述べていた。また、須藤は「僕は一人で闘っているんだ」という言葉が特に印象に残っていると述べている。須藤は本作の制作に当たり、「十代のころに話したことじゃなくて、最近の言葉をうまくまとめてみようか」と提案、それに対し尾崎は「時間がなければ、自由がない」という意味の『NO TIME, NO LICENSE』というアルバムタイトルを提案していた。当時の尾崎はMacintoshを購入し、コンピュータグラフィックスの制作に没頭していた。須藤は尾崎に対して「あまり閉じこもっていると、精神世界を彷徨いすぎて迷子になってしまうよ」と忠告したが、尾崎は「大丈夫です」と回答した上で、コンビニに買い物に行った際に前作でサックス担当であった古村敏比古と出逢い、サックスソロを気に入っていると告げると大変喜んでいたと述べた。また須藤が尾崎に「最近いちばん驚いたことは?」と尋ねた所、尾崎は「共産国家が次から次へと崩壊してゆくことかな」と述べ、さらに何故興味があるのかと尋ねた所、「自分の国が壊されていったときの国民の精神かな」と回答したという。尾崎は須藤に対し、度々ソニーを退所してアイソトープ専属となるよう要請していたが、マネージメントに関心がなかった須藤はこれを拒否し続けた。その後、尾崎は須藤と電話で連絡と取っていた際に「俺の金で家まで建てやがって」と突然言いがかりを付け決別、結果として須藤は本作に不参加となった。共同作業に当たったスタッフは極僅かであり、そのスタッフとも連携が取れなかった事から本作は尾崎一人の手によってレコーディングが進められることとなった。
前述の通りに本作では作詞、作曲だけでなく、プロデュース、ディレクション、アレンジ全てを尾崎自身が行っている。レコーディングは1991年末から準備が進められ、1992年1月から3月にかけて行われた。通常レコーディングは午後1時より行われていたが、社長業も兼任していた尾崎のスタジオ入りは午後3時から午後4時頃になることが多く、「すみません。遅れました」とスタッフに頭を下げてから開始されることが日常となっていた。尾崎による完成された音を確認する作業は深夜にまで及ぶことも多く、疲労によって寝てしまうことも多々あったが2時間ほど寝たのちに目を覚ました尾崎は「あ、ごめんなさい。もう少し頑張ります」と述べ朝の4時から5時、時によっては朝の7時まで作業が継続されることもあった。前作においてはレコーディング中に様々なトラブルを巻き起こしていた尾崎であったが、本作制作中には一切トラブルを起こさなかったという。また、尾崎はエンジニアとともにトラックダウン作業にも携わっており、曲中の雑音に気づいた尾崎が作業を中断させ確認するも、エンジニアには雑音は聞こえずさらに細かく音を拾っていくと極僅かな雑音が入っていたことから、エンジニアは「自信なくしちゃうな」と述べるも尾崎は「そんなことない。これは僕の曲だからね」と述べエンジニアの肩を叩いていたという。

## 音楽性とテーマ
アルバムタイトルの『放熱への証』の意味は、「放熱」は生きる事であり「証」とはキリスト教における告白の事である。本作のライナーノーツには「生きること。それは日々を告白してゆくことだろう。 尾崎豊」という一文が記載されており、本作のテーマとなっている。ノンフィクション作家の吉岡忍は著書『放熱の行方』にて、本作に収録された11曲はメロディーもリズムも異なるが、全ての曲が組み合わさって一つのメッセージを発していると述べ、その内容は「人は、いつか一人になり、一人で生きていかなければならない」という事であると主張している。
また尾崎は、本作のコンセプトに関して以下の文章を残している。
「放熱への証 Confession for Exist」尾崎 豊
シングルカットされた『汚れた絆』から始まる今回のアルバムは「生きること。それは日々を告白することである」と言うテーマで産み出された。人は結局、人と関わることでしか生きてゆけない、たとえそれが喜びであれ、痛みだとしても。その日々を彩るありとあらゆる希望と対極にあるどうしようも無い絶望と、今は未だそのどちらとも決められず、自分自身の中に閉じ込めて置くしかない現実。それら全てを自分の生きている証として受け入れる為に彼は告白する。奇跡とは人を癒やすことでも、空中に浮くことでも無い。例えて見ればそれは道標の一つ一つである。尾崎豊は我々にまた一つ『放熱への証』と言う名の可能性を方向として指し示したのである。—尾崎豊, 
尾崎豊 約束の日
『KAWADE夢ムック 尾崎豊』にて音楽ライターの松井巧は、本作を「きわめてストレートな作りのポップ・ロックという印象」と述べ、ギター、ベース、ドラムス、キーボードというオーソドックスなバンド編成を基調にアレンジやサウンドのバランス、音色も「安定した構造のなかにコンパクトにまとめ上げられている」と述べた他、相対的にボーカルが際立つサウンド配分となっている事から、「初期の頃のサウンドへの回帰をねらっているという印象をもっても、さほど不思議はないだろう」と述べている。また同書にて詩人の和合亮一は、「汚れた絆」や「ふたつの心」などの歌詞を取り上げた上で、「世界の深遠から流れてくるかのような透明な語感に満ちてゆく前半」と述べ、また「原色の孤独」や「太陽の瞳」の歌詞を取り上げた上で、「あたかも私小説作家のような感情の破滅が、黒々と書き殴られてゆく」と述べている。音楽誌『別冊宝島1009 音楽誌が書かないJポップ批評35 尾崎豊 FOREVER YOUNG』においてフリーライターの河田拓也は、歌詞に関して前作において顕著であったナルシシズムや猜疑心から来る毒々しさが「力を失って虚ろ」であると述べた他、「消費社会の充実の中で、感覚と生理を自信を持って深めていく新世代の動向に全く逆行する」内容であり、「現実から乖離した恐ろしく単純化した『意味』と『物語』への執着だけを、呪文のように繰り返している」と述べている。音楽誌『別冊宝島2559 尾崎豊 Forget Me Not』において著述業の宝泉薫は、「汚れた絆」に関して「尾崎と関わった人たちが自分とのことを歌っていると思ってしまうような、一種の魔力を持った曲」であると述べ、「Mama, say good-bye」に関しては「彼の4カ月前に先だった母の安らかな眠りを願う曲で、どこか自らも死へと魅入られている気配が漂う」と述べている。

## 楽曲

### SIDE 1
1. 「汚れた絆」 - BOND
アルバムと同時発売されたシングル。詳細は「汚れた絆」の項を参照。
2. 「自由への扉」 - ALL HARMONIES WE MADE
カバー・アルバム『JAZZで聴く・・・I LOVE YOU』（1993年）において、ティム・ハーディン・トリオによるピアノ演奏でのカバーが収録されている[40]。
3. 「Get it down」
4. 「優しい陽射し」 - IN YOUR HEART
「汚れた絆」のカップリング曲。ベスト・アルバム『ARTERY & VEIN : THE VERY BEST OF YUTAKA OZAKI』（1999年）に収録された。カバー・アルバム『JAZZで聴く・・・I LOVE YOU』において、ティム・ハーディン・トリオによるピアノ演奏でのカバーが収録されている[40]。
5. 「贖罪」 - ATONEMENT
6. 「ふたつの心」 - TWO HEARTS
後にベストアルバム『愛すべきものすべてに』（1996年）に収録された。トリビュート・アルバム『"GREEN" A TRIBUTE TO YUTAKA OZAKI』（2004年）にはEXILEの元メンバーである清木場俊介によるカバーが収録されている[41]。

### SIDE 2
1. 「原色の孤独」 - PRIMARY
2. 「太陽の瞳」 - LAST CHRISTMAS
原題は「僕の知らない僕」。英題にもある通りクリスマスを意識して作られた。尾崎はこの曲が完成すると真っ先に母親の尾崎絹枝に聴かせ、その際絹枝は一言だけ「寂しい歌ね」と呟いたという[42]。その翌日の1991年12月29日に絹枝は死去したため、尾崎が母に聴かせた最後の曲となった[42]。ベスト・アルバム『ALL TIME BEST』（2013年）に収録された。
3. 「Monday morning」
4. 「闇の告白」 - EXIST IN THE DARK
当初シングルカット候補曲とされておりスタッフからも後押しされていたが、尾崎による内容が暗いとの判断から希望をストレートに表現した「汚れた絆」がシングルカットされることとなった[43]。ベスト・アルバム『13/71 - THE BEST SELECTION』（2004年）および『SATURDAY 〜ROCK'N'ROLL BEST OF YUTAKA OZAKI』（2008年）に収録された。
トリビュート・アルバム『"BLUE" A TRIBUTE TO YUTAKA OZAKI』（2004年）には斉藤和義のアコースティック・ギターによる弾き語りカバーが収録されている[41]。
5. 「Mama, say good-bye」
1991年末に亡くなった母に向けて贈った曲。そのため、この曲が尾崎が最後に制作した曲となった。尾崎はこの曲の完成後にファンクラブの会報に母親へのメッセージを残している[注釈 3]。ベスト・アルバム『I LOVE YOU〜BALLADE BEST』（2011年）および『ALL TIME BEST』に収録された。

## リリース
本作は尾崎の急死から約2週間後の1992年5月10日に、ソニー・ミュージックレコーズよりCDおよびカセットテープの2形態でリリースされた。本作と同日に「汚れた絆」がシングルカットとしてリリースされており、「闇の告白」もシングル候補としてスタッフからも後押しされていたが、内容が暗く「ニュー尾崎」をアピールしていく狙いがあったために「希望をストレートに歌った曲の方がいいと思う。明るい曲にしよう」と尾崎は述べ、「汚れた絆」をシングルカットする事が決定した。
1992年11月1日にはMDで再リリースされ、2001年9月27日には限定生産品として紙ジャケット仕様で、2007年4月25日にはCD-BOX『71/71』に収録され、2009年4月22日には限定生産品として24ビット・デジタルリマスタリングされブルースペックCDで、2013年9月11日にはブルースペックCD2として再リリースされた。その後も2015年11月25日にはボックス・セット『RECORDS : YUTAKA OZAKI』に収録される形でLP盤として再リリースされた。

## アートワーク
歌詞カードには「生きること。それは日々を告白してゆくことだろう。 尾崎豊」という一文が添えられており、狭山湖畔霊園にある尾崎の墓石にも同じ一文が刻まれている。
アート・ディレクションは田島照久が担当している。ジャケット写真は草むらに描かれた十字架の上に尾崎自身が横たわり、胸にはひび割れた板が載ったものとなっている。ノンフィクション作家である吉岡忍は著書『放熱の行方』において本作のジャケットが不吉なデザインであると指摘し、「板はまるで棺桶の蓋のように見える」と述べている。写真撮影とコンピュータグラフィックスによってデザインを手掛けた田島は、全て自身によるアイデアであったと述べ、尾崎がその後死去するという予感は全くなかったものの、「結果的に見ると、死を予告したような内容なっている。ぼくも驚いているんです」と述べている。
田島は尾崎のデビュー以来一定の距離間を保った関係を維持していたが、田島が他のミュージシャンを手掛ける事に尾崎が不快感を示した事から関係が悪化していた。田島は本作ジャケットの見本が完成した1992年3月中旬に尾崎に見本版を送り、変更があれば1週間以内に連絡するよう要請した。1週間経過しても連絡がなかったため田島は印刷所に印刷開始の要請を行ったが、さらにその1週間後に尾崎は田島の事務所に突然現れてジャケットに記載された「Yutaka Ozaki Confession For Exist」という緑色の文字を赤色に変更したいと要求した。田島は発売日が迫っているため変更が不可能である事を告げると、尾崎は「もうあんたとは仕事をやりたくない」と述べ田島と決別する事となった。田島は後に色の変更は問題ではなく、尾崎は田島の愛情を試すためにそのような発言をしたのではないかと推測し、また色の変更は作業日程上実際に不可能であった事も述べている。

## ツアー
本作完成後の3月31日に尾崎は全国のイベンターとの打ち合わせ会議を行っている。酒席では尾崎も上機嫌で飲酒し、あるイベンターは「尾崎さんとは10年の付き合いですが、こんなに楽しく飲めたり、話ができたりしたのは初めてです。僕たちも頑張りますから、いいツアーにしましょう」と述べていた。尾崎は前年のツアーが派手であったことから、本作を受けたコンサートツアーに関してはシンプルで照明や舞台装置に趣向を凝らさず、歌を聴かせることを主とした「ストレートでシンプルなロックンロールのコンサート」を目指していた。
その後本作を受けての全国ツアーは「TOUR 1992 “放熱への証” Confession for Exist」と題し、13都市16公演が決定していたが尾崎本人の急死により全公演中止となった。尾崎は高校生の時に日本武道館に剣道の試合で出場した際、3階の壁に「いつかここでコンサートをやる」と刻み込んでおり、このツアーには初の日本武道館公演が含まれていたが、急死により達成できなくなった。演奏予定であった曲目は本作全収録曲のほかに、「卒業」「Scrambling Rock'n'Roll」「Freeze Moon」「十七歳の地図」「Driving All Night」「I LOVE YOU」「FIRE」「永遠の胸」「太陽の破片」「LOVE WAY」「15の夜」「COOKIE」が決定していた。

## 批評
| 専門評論家によるレビュー           | 専門評論家によるレビュー |
| レビュー・スコア                   | レビュー・スコア         |
| 出典                               | 評価                     |
| ---------------------------------- | ------------------------ |
| 文藝別冊 尾崎豊 （松井巧）         | 肯定的                   |
| 文藝別冊 尾崎豊 （和合亮一）       | 肯定的                   |
| 文藝別冊 尾崎豊 （北小路隆志）     | 肯定的                   |
| 音楽誌が書かないJポップ批評 尾崎豊 | 否定的                   |
| 尾崎豊 Forget Me Not               | 肯定的                   |

本作の歌詞やメッセージ性に対する批評家たちからの評価は賛否両論となっており、書籍『文藝別冊 KAWADE夢ムック 尾崎豊』において音楽評論家の松井巧は、本作が「原点回帰をめざしたサウンド構成」であると指摘、オーソドックスなバンド編成によって構成されたサウンドが原点回帰的であるが、回帰できない点として「10代の心情を青く切実な言葉にして吐き出す荒削りな鋭利さ」があるとした上で、「自らのイメージを最大限正確に描いた作品集と捉えれば、ファンにとっても興味深いことだろう」と肯定的に評価した。また同書にて詩人の和合亮一は、尾崎の生涯がジャンヌ・ダルクのようであったと例えた上で、「生きることに真っすぐに向かい続けた尾崎のエネルギーの放熱の『証』を永遠のものとさせてゆく術を、私たちは手にすることとなったのは、皮肉にも『尾崎豊』を失ってからであった」と述べ肯定的に評価した。さらに同書にて映画評論家の北小路隆志は、前作で「尾崎豊節」が確立されたと主張し、アルバム制作においてかつてのような困難は介在しなくなったと推測した上で「尾崎豊はアーティストとしてある種の完成形態に到達した時点で急逝した」と述べ肯定的に評価した。音楽誌『別冊宝島1009 音楽誌が書かないJポップ批評35 尾崎豊 FOREVER YOUNG』においてフリーライターの河田拓也は、「霧がかかったように散漫な印象のアルバム」と本作を酷評し、「具体的な他者や現場をなくし、戸惑いながら深く知ろうとするような謙虚さが生む風通しの良さや世界の広がりもなくなって、性急な一人合点を繰り返すうちに、彼の思考や言葉はことごとく散文性を失って、著しく退化してしまっている」と述べた他、「ありのままの自他を受け入れることに耐え、明るい諦念を前提にしたタフな世界観を身につける過程を踏み損ねた」と述べ否定的に評価した。音楽誌『別冊宝島2559 尾崎豊 Forget Me Not』において著述業の宝泉薫は、死後わずか半月ほどでリリースされた作品のため正当な評価が困難であると述べた上で、「自由への扉」や「太陽の瞳」の歌詞に関して「共鳴する人はやはり少数派だろう」と述べ、尾崎は嘘の告白は出来ず、また他者からの作品提供を受ける事や自らのフェイバリットソングをカバーする手段が出来なかったと推測し、「それができないバカ正直さこそが、彼の突出した美質だった」と評した上で、ジャニス・ジョプリンのアルバムが急死によって1曲インストゥルメンタルでの収録になった事と比較して「完成後の死はせめてもの幸いだ」と述べた他に「音楽史上稀有なアルバムであることは間違いない」と肯定的に評価した。

## チャート成績
本作はオリコンアルバムチャートにおいて初登場第1位を獲得、登場週数は18回となり売り上げ枚数は109.8万枚とミリオンセラーとなった。尾崎の突然の死の影響もあり、初回出荷分45万枚に対して100万枚以上の予約が殺到したため即日完売となった。この売り上げ枚数は尾崎豊のアルバム売上ランキングにおいて第2位となっている。
1992年5月25日付けのオリコンアルバムランキングでは、本作が1位を獲得、同日のランキングでは第4位が『回帰線』（1985年）、第5位が『十七歳の地図』（1983年）、第6位が『LAST TEENAGE APPEARANCE』（1987年）、第7位が『壊れた扉から』（1985年）、第9位が『誕生』（1990年）と過去作が次々にランクインし、ベスト10内の6作を尾崎の作品が占める事となった。また、『街路樹』（1988年）は第14位となった。

## 収録曲

### CD, CT
- CDブックレットに記載されたクレジットを参照[63]。

| #         | タイトル                              | 作詞・作曲 | 編曲           | 時間  |
| --------- | ------------------------------------- | ---------- | -------------- | ----- |
| 1.        | 「汚れた絆」(BOND)                    | 尾崎豊     | 尾崎豊、西本明 | 5:17  |
| 2.        | 「自由への扉」(ALL HARMONIES WE MADE) | 尾崎豊     | 尾崎豊、西本明 | 4:13  |
| 3.        | 「Get it down」                       | 尾崎豊     | 尾崎豊、西本明 | 4:12  |
| 4.        | 「優しい陽射し」(IN YOUR HEART)       | 尾崎豊     | 尾崎豊、今泉洋 | 5:26  |
| 5.        | 「贖罪」(ATONEMENT)                   | 尾崎豊     | 尾崎豊、西本明 | 5:17  |
| 6.        | 「ふたつの心」(TWO HEARTS)            | 尾崎豊     | 尾崎豊、今泉洋 | 4:33  |
| 合計時間: | 合計時間:                             | 合計時間:  | 合計時間:      | 28:58 |

| #         | タイトル                        | 作詞・作曲 | 編曲           | 時間  |
| --------- | ------------------------------- | ---------- | -------------- | ----- |
| 7.        | 「原色の孤独」(PRIMARY)         | 尾崎豊     | 尾崎豊、今泉洋 | 4:37  |
| 8.        | 「太陽の瞳」(LAST CHRISTMAS)    | 尾崎豊     | 尾崎豊、今泉洋 | 5:22  |
| 9.        | 「Monday morning」              | 尾崎豊     | 尾崎豊、今泉洋 | 3:48  |
| 10.       | 「闇の告白」(EXIST IN THE DARK) | 尾崎豊     | 尾崎豊、今泉洋 | 4:35  |
| 11.       | 「Mama, say good-bye」          | 尾崎豊     | 尾崎豊、西本明 | 7:34  |
| 合計時間: | 合計時間:                       | 合計時間:  | 合計時間:      | 25:56 |

### LP
LP-BOX『RECORDS: YUTAKA OZAKI』に収録。
| #         | タイトル                              | 作詞・作曲 | 編曲           | 時間  |
| --------- | ------------------------------------- | ---------- | -------------- | ----- |
| 1.        | 「汚れた絆」(BOND)                    | 尾崎豊     | 尾崎豊、西本明 | 5:17  |
| 2.        | 「自由への扉」(ALL HARMONIES WE MADE) | 尾崎豊     | 尾崎豊、西本明 | 4:13  |
| 3.        | 「Get it down」                       | 尾崎豊     | 尾崎豊、西本明 | 4:12  |
| 合計時間: | 合計時間:                             | 合計時間:  | 合計時間:      | 13:42 |

| #         | タイトル                        | 作詞・作曲 | 編曲           | 時間  |
| --------- | ------------------------------- | ---------- | -------------- | ----- |
| 1.        | 「優しい陽射し」(IN YOUR HEART) | 尾崎豊     | 尾崎豊、今泉洋 | 5:26  |
| 2.        | 「贖罪」(ATONEMENT)             | 尾崎豊     | 尾崎豊、西本明 | 5:17  |
| 3.        | 「ふたつの心」(TWO HEARTS)      | 尾崎豊     | 尾崎豊、今泉洋 | 4:33  |
| 合計時間: | 合計時間:                       | 合計時間:  | 合計時間:      | 15:16 |

| #         | タイトル                     | 作詞・作曲 | 編曲           | 時間  |
| --------- | ---------------------------- | ---------- | -------------- | ----- |
| 1.        | 「原色の孤独」(PRIMARY)      | 尾崎豊     | 尾崎豊、今泉洋 | 4:37  |
| 2.        | 「太陽の瞳」(LAST CHRISTMAS) | 尾崎豊     | 尾崎豊、今泉洋 | 5:22  |
| 3.        | 「Monday morning」           | 尾崎豊     | 尾崎豊、今泉洋 | 3:48  |
| 合計時間: | 合計時間:                    | 合計時間:  | 合計時間:      | 13:47 |

| #         | タイトル                        | 作詞・作曲 | 編曲           | 時間  |
| --------- | ------------------------------- | ---------- | -------------- | ----- |
| 1.        | 「闇の告白」(EXIST IN THE DARK) | 尾崎豊     | 尾崎豊、今泉洋 | 4:35  |
| 2.        | 「Mama, say good-bye」          | 尾崎豊     | 尾崎豊、西本明 | 7:34  |
| 合計時間: | 合計時間:                       | 合計時間:  | 合計時間:      | 12:09 |

## スタッフ・クレジット
- CDブックレットに記載されたクレジットを参照[64]。

### 参加ミュージシャン
- 尾崎豊 – ボーカル、アコースティック・ギター、ブルースハープ
- 滝本季延 – ドラムス
- 渡辺茂 – ベース
- 松井隆雄 – シンセサイザーオペレーター

| 1. 「汚れた絆」 - 長田進 – ギター - 西本明 – キーボード、オルガン、グロッケンシュピール - 後藤輝夫 – サクソフォーン - 尾崎豊 – コーラス 2. 「自由への扉」 - 尾崎豊 – グロッケンシュピール - 長田進 – ギター - 西本明 – キーボード、オルガン、グロッケンシュピール 3. 「Get it down」 - 長田進 – ギター - 西本明 – キーボード、オルガン - 後藤輝夫 – サクソフォーン - 木村誠 – パーカッション 4. 「優しい陽射し」 - 今泉洋 – ギター - 牧野信博 – キーボード - 木村誠 – パーカッション - 山根麻衣 – コーラス - 井上リエ – コーラス 5. 「贖罪」 - 長田進 – ギター - 西本明 – キーボード - 牧野信博 – キーボード - 木村誠 – パーカッション 6. 「ふたつの心」 - 今泉洋 – ギター - 牧野信博 – キーボード | 1. 「原色の孤独」 - 今泉洋 – ギター - 牧野信博 – キーボード - 中西康晴 – オルガン - 木村誠 – パーカッション 2. 「太陽の瞳」 - 今泉洋 – ギター - 牧野信博 – キーボード 3. 「Monday morning」 - 今泉洋 – ギター - 牧野信博 – キーボード - 中西康晴 – オルガン - 後藤輝夫 – サクソフォーン - 木村誠 – パーカッション 4. 「闇の告白」 - 今泉洋 - ギター - 牧野信博 – キーボード - 中西康晴 – オルガン - 後藤輝夫 – サクソフォーン - 坪倉唯子 – コーラス - 和田恵子 – コーラス - 山根栄子 – コーラス 5. 「Mama, say good-bye」 - 長田進 – ギター - 西本明 – キーボード、オルガン - 木村誠 – パーカッション |

### 録音スタッフ
- 尾崎豊 – プロデューサー、ディレクター
- 諸鍛治辰也 – レコーディング・エンジニア、ミックス・ダウン・エンジニア
- 飯泉俊之 – レコーディング・エンジニア
- 杉森浩二 – レコーディング・エンジニア
- 徳永陽一 – アシスタント・エンジニア、ミックス・ダウン・アシスタント・エンジニア
- 田中邦明 – アシスタント・エンジニア
- 工藤雅史 – アシスタント・エンジニア
- 玉井玄太 – アシスタント・エンジニア
- 原剛 – アシスタント・エンジニア
- 中村昭子 – アシスタント・エンジニア
- 笠井満 – マスタリング・エンジニア
- MUSIC LAND – ミュージシャン・コーディネーター
- 横尾隆 – ミュージシャン・コーディネーター
- 二階堂さとる – ミュージシャン・コーディネーター

### 美術スタッフ
- 田島照久（田島デザイン） – アート・ディレクション、デザイン、写真撮影
- 飯島れいこ – スタイリスト
- 木島ジュン – ヘアー、メイク・アップ

### その他スタッフ
- アイソトープ – エグゼクティブ・プロデューサー

## チャート、認定
| チャート         | リリース年 | 最高順位 | 登場週数 | 売上数    | 規格   | 出典  |
| ---------------- | ---------- | -------- | -------- | --------- | ------ | ----- |
| 日本（オリコン） | 1992年     | 1位      | 18回     | 109.8万枚 | CD, CT | [ 2 ] |

| 国/地域 | 認定組織         | 日付      | 認定     | 売上数     | 出典   |
| ------- | ---------------- | --------- | -------- | ---------- | ------ |
| 日本    | 日本レコード協会 | 1992年5月 | プラチナ | 400,000+   | [ 65 ] |
| 日本    | 日本レコード協会 | 1994年3月 | ミリオン | 1,000,000+ | [ 3 ]  |

## リリース日一覧
| No. | リリース日     | レーベル                       | 規格         | カタログ番号 | 備考                                             | 出典                |
| --- | -------------- | ------------------------------ | ------------ | ------------ | ------------------------------------------------ | ------------------- |
| 1   | 1992年5月10日  | ソニー・ミュージックレコーズ   | CD           | SRCL-2394    |                                                  | [ 2 ] [ 66 ] [ 67 ] |
| 2   | 1992年5月10日  | ソニー・ミュージックレコーズ   | CT           | SRTL-1813    |                                                  | [ 2 ]               |
| 3   | 1992年11月1日  | ソニー・ミュージックレコーズ   | MD           | SRYL-7093    |                                                  | [ 68 ]              |
| 4   | 2001年9月27日  | ソニー・ミュージックレコーズ   | CD           | SRCL-5166    | 紙ジャケット仕様（限定生産品）                   | [ 69 ] [ 70 ]       |
| 5   | 2007年4月25日  | ソニー・ミュージックレコーズ   | CD           | SRCL-6537    | CD-BOX『71/71』収録                              | [ 71 ] [ 72 ]       |
| 6   | 2009年4月22日  | ソニー・ミュージックレコーズ   | BSCD         | SRCL-20006   | 24ビット・デジタル・リマスタリング（限定生産品） | [ 73 ] [ 74 ]       |
| 7   | 2011年6月20日  | ソニー・ミュージックレーベルズ | AAC-LC       | -            | デジタル・ダウンロード                           | [ 75 ]              |
| 8   | 2011年6月20日  | ソニー・ミュージックレーベルズ | ロスレスFLAC | -            | デジタル・ダウンロード                           | [ 76 ]              |
| 9   | 2013年9月11日  | ソニー・ミュージックレコーズ   | BSCD2        | SRCL-30006   |                                                  | [ 77 ] [ 78 ]       |
| 10  | 2015年11月25日 | ソニー・ミュージックレコーズ   | 2枚組LP      | SRJL-1107~8  | LP-BOX『RECORDS : YUTAKA OZAKI』収録             | [ 79 ]              |
| 11  | 2015年11月25日 | ソニー・ミュージックレーベルズ | ハイレゾFLAC | -            | デジタル・ダウンロード                           | [ 80 ]              |